# Карпекино
Карпекино — деревня в Усвятском районе Псковской области России. Входит в состав Усвятской волости.

## География
Расположена в 13 км к югу от райцентра Усвяты, на правом берегу реки Усвяча, напротив деревни Лукашенки.

## Население
| 2001 | 2002 | 2010 |
| ---- | ---- | ---- |
| 49   | ↘42  | ↘28  |

Численность населения деревни по оценке на начало 2001 года составляла 49 жителей.

## История
С января 1995 до июля 2010 года деревня входила в состав ныне упразднённой Чеснорской волости.